# Rocky Pool
Der Rocky Pool ist ein See im Nordwesten des australischen Bundesstaates Western Australia. 
Der See liegt im Verlauf des Nullagine River.